# メール・マリー・クロチルド・リュチニエ
メール・マリー・クロチルド・リチュニエはフランス共和国ニエーヴル県ヌヴェール出身の修道女。

## 概要
メール・マリー・クロチルド・リチュニエはフランスのヌヴェールから合わせて7名の修道士で日本に1921年（大正10年）に訪れて大阪にある香里ヌヴェール学院小学校および香里ヌヴェール学院中学校・高等学校と、京都にある京都聖母学院小学校を含む学校法人聖母女学院を設立した。